# Chileense presidentsverkiezingen 1927
De Chileense presidentsverkiezingen van 1927 vonden op 22 mei van dat jaar plaats nadat president Emiliano Figueroa op 10 mei zijn ontslag had ingediend. De verkiezingen werden gewonnen door generaal Carlos Ibáñez del Campo, de sterke man van Chili, die in februari 1925 door Figueroa was benoemd tot minister van Binnenlandse Zaken. Ibáñez was de enige kandidaat die meedeed aan de presidentsverkiezingen en kreeg meer dan 95% van de stemmen. 
Behalve de Partido Demócrata en de Partido Radical, werden de presidentsverkiezingen door de andere politieke partijen geboycot.
| Kandidaat | Kandidaat | Kandidaat                | Partij | Partij                   | Stemmen | Percentage |
| --------- | --------- | ------------------------ | ------ | ------------------------ | ------- | ---------- |
|           |           | Carlos Ibáñez del Campo  |        | Onafhankelijk (PDa · PR) | 223.741 | 96,70%     |
|           |           | Blanco/ongeldige stemmen |        |                          | 7631    | 3,30%      |
| Totaal    | Totaal    | Totaal                   |        |                          | 231.372 | 100%       |

- De PCCh stelde de verbannen Elías Lafferte kandidaat. Hij kreeg 4.627 stemmen. Deze stemmen werden echter ongeldig verklaard en bij de blanco stemmen opgeteld.

## Bron
- (es)  Elección Presidencial 1927